# Aurelio Arcadio Carisio
Aurelio Arcadio Carisio (in latino  Aurelius Arcadius Charisius; fl. III-IV secolo) è stato un giurista romano dell'inizio del cd. Dominato.

## Biografia
È uno degli ultimi giuristi romani di cui si riesca a tracciare una breve biografia. Vissuto tra il III e il IV secolo ricoprì il ruolo di magister libellorum, ovvero capo degli scrinia a libellis (scrinia: settore della burocrazia imperiale), gli uffici della cancelleria imperiale, fonte principale delle costituzioni imperiali, probabilmente durante il regno di Diocleziano oppure durante quello di Costantino I. 
Fu autore di diverse monografie, delle quali ci restano i frammenti tramandati nel Digesto di Giustiniano; una di queste monografie, il Liber singularis de muneribus civilibus, riguarda i munera civilia (prestazioni a carattere personale, patrimoniale e misto imposte ai privati nei municipia dell'impero); un'altra, il Liber singularis de testibus, l'uso delle testimonianze processuali; la terza, il Liber singularis de officio praefecti praetorio, mostra la centralità del ruolo del prefetto del pretorio nell'età tardoantica.
L'opera di Carisio doveva essere molto apprezzata ancora in epoca giustinianea, se è vero che era la più importante fonte dello studioso delle prefetture Giovanni Lido. Dalle poche frasi conservate, si può intuire che il Liber singularis de officio praefecto praetorio fu scritto prima della riorganizzazione della prefettura operata da Costantino, probabilmente durante il regno di Diocleziano.